# گوردخمه برد گپی
گوردخمه برد گپی مربوط به دوره ساسانیان است و در شهرستان ایذه، بخش مرکزی، دهستان حومه شرقی، روستای بردگپی واقع شده و این اثر در تاریخ ۲۶ اسفند ۱۳۸۷ با شمارهٔ ثبت ۲۵۹۷۴ به‌عنوان یکی از آثار ملی ایران به ثبت رسیده است.